# Schleenhain
Schleenhain war eine bis 1965 bestehende Dorfgemeinde des Kreises Borna im Bezirk Leipzig, die der Braunkohlengewinnung durch den gleichnamigen Tagebau Schleenhain weichen musste. Die Fläche des Orts gehört heute zur Stadt Groitzsch im sächsischen Landkreis Leipzig.

## Geographische Lage
Die Flur von Schleenhain liegt im Westen des heutigen Tagebaus Vereinigtes Schleenhain. Westlich der Ortsflur liegen die zu Groitzsch gehörigen Ortsteile Langenhain und Hohendorf.

## Geschichte
Schleenhain lag bis 1856 im kursächsischen bzw. königlich-sächsischen Amt Borna. Ab 1856 gehörte der Ort zum Gerichtsamt Borna und ab 1875 zur Amtshauptmannschaft Borna. 1952 wurde Schleenhain dem Kreis Borna im Bezirk Leipzig zugeteilt.
Zu dieser Zeit war der nach dem Ort benannte Tagebau Schleenhain bereits seit 1949 aktiv. Er näherte sich von Süden her dem Ort. 1967/68 erfolgte die Devastierung des Orts, zuvor wurden die 270 Einwohner von Schleenhain umgesiedelt. Das Gebiet der Gemeinde wurde bereits am 1. September 1965 in die Gemeinde Hohendorf eingegliedert, die am 1. Januar 1974 nach Berndorf eingemeindet wurde. Diese wurde wiederum im Jahr 1996 in die Stadt Groitzsch eingegliedert. Der Tagebau Schleenhain wird seit 1995 als Tagebau Vereinigtes Schleenhain weitergeführt.

## Entwicklung der Einwohnerzahl
| Jahr    | Einwohnerzahl                            |
| ------- | ---------------------------------------- |
| 1548/51 | 21 besessene Mann, 19 Inwohner, 13 Hufen |
| 1764    | 22 besessene Mann, 4 Häusler, 13 Hufen   |
| 1834    | 134                                      |
| 1871    | 153                                      |

| Jahr | Einwohnerzahl |
| ---- | ------------- |
| 1890 | 187           |
| 1910 | 187           |
| 1925 | 179           |
| 1939 | 194           |

| Jahr | Einwohnerzahl |
| ---- | ------------- |
| 1946 | 297           |
| 1950 | 284           |
| 1964 | 188           |